# Chutes de Karera
Les chutes de la Karera sont une série de cascades située au Burundi dans la province de Rutana dans la commune de musngati. 
Elles sont orientées du nord au sud et s'étendent sur 142 ha. Elles sont subdivisées en six branches et réparties sur trois paliers.

## Description du site
Sur un premier niveau se trouve une chute principale subdivisée en deux branches parallèles d'une longueur estimée à 80 m environ qui se déverse dans un bassin. Cette chute comprend plusieurs cascades de tailles différentes entrecoupées de deux plates-formes. À l'ouest de cette chute principale se trouve une autre cascade moins importante de 50 m environ. Les eaux de ces deux chutes convergent sur un deuxième palier pour former la troisième cascade qui se déverse dans la vallée. Ces eaux coulent à travers une galerie forestière entourée d'une savane à Parinari curatellifolia, à Pericopsis angolensis ainsi que de grands arbres tels que le Newtonia buchananii.
Au point de chute de la première cascade se trouve une grotte, utilisée comme lieu de culte par les populations de différentes régions.
Le site a été aménagé avec des infrastructures d'accès et d'accueil.

## Statut du site
Les chutes et la grotte de Karera ont été instituées en aire protégée en 1980.
Le site a été soumis à la liste indicative de l'UNESCO en 2007.